# Nouveaux Horizons (festival)
Pour les articles homonymes, voir Nouveaux Horizons.
Nouveaux Horizons est un festival annuel de musique classique consacré à la création contemporaine, créé en 2020, qui se déroule à Aix-en-Provence durant l'automne. 

## Présentation
Le festival Nouveaux Horizons est créé en 2020 par le violoniste Renaud Capuçon, l'altiste Gérard Caussé et le directeur du Grand Théâtre de Provence Dominique Bluzet. La philosophie de l'événement est de passer au préalable commande à dix jeunes compositrices et compositeurs et de jouer leurs œuvres en création mondiale pendant la durée du festival, au cours de cinq concerts, interprétées par des musiciens de la génération montante,. Le festival se déroule à l'automne et mêle répertoire classique et création contemporaine,.

## Historique

### Édition 2020
La première édition du festival présente en trois jours cinq concerts au Grand Théâtre de Provence, consacrés aux compositeurs Benjamin Attahir (en) (né en 1989), Élise Bertrand (née en 2000), Yves Chauris (né en 1980), Matteo Franceschini (né en 1979), Joan Magrané (né en 1988), Christian Mason (né en 1984), Aki Nakamura (née en 1975), Clara Olivares (née en 1993), Justina Repečkaitė (née en 1989) et Vito Žuraj (en) (né en 1979),. Les concerts sont également diffusés sur France Musique et sur Arte Concert,.

### Édition 2021
La deuxième édition du festival présente en quatre jours cinq concerts au Conservatoire Darius Milhaud d'Aix-en-Provence. Sont jouées des créations de Thomas Lacôte (né en 1982), Othman Louati (né en 1988), Bastien David (né en 1990), David Hudry (né en 1978), Grégoire Rolland (né en 1989), Lanqing Ding (née en 1990), Claire-Mélanie Sinnhuber (née en 1973), Samir Amarouch (né en 1991), Diana Soh (née en 1984) et Diana Syrse (née en 1984),.

### Édition 2022
La troisième édition présente cinq concerts et dix créations mondiales. Elle réunit les compositrices et compositeurs Talia Amar (Israël, née en 1989), Juan Arroyo (Pérou, né en 1981), Cassie Kinoshi (en) (Angleterre, née en 1993), Arthur Lavandier (France, né en 1987), Camille Durand-Mabire (France), Dai Fujikura (Japon, né en 1977), Zeynep Gedizlioğlu (en) (Turquie, née en 1977), Sivan Eldar (Israël, née en 1985), Matthieu Stefanelli (France, né en 1985) et Fabien Waksman (France, né en 1980),.

### Édition 2023
La quatrième édition se déroule au Conservatoire Darius Milhaud d'Aix-en-Provence, du 10 au 12 novembre 2023, et accueille lors de trois concerts des créations des compositeurs et compositrices Camille Pépin, Christopher Trapani, Lucas Fagin, Violeta Cruz, Sasha J. Blondeau et Sofia Avramidou,.